# Isla Hornos
Isla Hornos är en ö i Chile.   Den ligger i regionen Región de Magallanes y de la Antártica Chilena, i den södra delen av landet, 2 500 km söder om huvudstaden Santiago de Chile. Arean är 26,0 kvadratkilometer.
Terrängen på Isla Hornos är lite kuperad. Öns högsta punkt är 300 meter över havet. Den sträcker sig 6,8 kilometer i nord-sydlig riktning, och 8,5 kilometer i öst-västlig riktning.